# Luis Hernández Heres
Luis Hernández Heres (Playa, La Habana; 24 de agosto de 1949) es un exfutbolista cubano que jugó en los Juegos Olímpicos de 1976.
Estuvo al frente de la selección cubana de 1982 a 1984. Obtuvo la medalla de bronce en los Juegos Centroamericanos y del Caribe de 1982 y luego lideró al equipo durante las clasificatorias para los Juegos Olímpicos de 1984.
En 1998-2021 asumió la presidencia de la Federación Cubana de Fútbol (AFC). Fue miembro del Consejo de la FIFA desde 2016, también formó parte del Comité Ejecutivo de Concacaf.

## Selección nacional
Fue internacional durante casi una década, participando en el Campeonato de Naciones de la Concacaf de 1971 donde la selección cubana obtuvo el 4° lugar. Formó parte del grupo seleccionado para los Juegos Olímpicos de Montreal 1976, que vio frenado el rumbo de los cubanos a los cuartos de final.
Ese mismo año, terminó su carrera en un partido de clasificación para la Copa Mundial en 1978 cuando se unió al minuto 64' del juego contra Jamaica el 29 de agosto.

### Participaciones en Juegos Olímpicos
| Torneo                   | Sede     | Resultado     |
| ------------------------ | -------- | ------------- |
| Juegos Olímpicos de 1976 | Montreal | Primera ronda |

## Palmarés

### Títulos nacionales
| Título              | Equipo    | País | Año  |
| ------------------- | --------- | ---- | ---- |
| Campeonato Nacional | La Habana | Cuba | 1967 |